# 롬멜 : 사막의 여우
《롬멜 : 사막의 여우》(네덜란드어: Rommel)는 2012년에 방영한  독일의 TV 영화이다.

## 출연진
주연
- 울리히 터커 - 에르빈 롬멜 역

조연
- 팀 버그만 - 오베르슈틀레우트난트 호파크 역
- 벤자민 새들러 - 스파이델 장군 역
- 롤프 카니에스 - 오버스트 핀크 역
- 요하네스 실베르쉬나이더 - 아돌프 히틀러 역
- 로버트 슈프 - 알딩거 역
- 패트릭 몰레켄 - 만프레드 롬멜 역
- 토마스 림핀셀 - 호르스트 역
- 아르튀르 클렘트 - 헬무트 크놈헨 역
- 페터 볼프 - 칼텐브루너 역
- 휴버스트 하트만 - 칼-하인리히 폰 스퇼프나겔 역
- 클라우스 J. 베렌트 - 구데리안 장군 역
- 미카엘 크란츠 - 파흐러 칼 다니엘 역
- 한스 크레머 - 마르크스 장군 역
- 피터 크레머 - 부르크도르프 장군 역
- 빅키 크리엡스 - 콩테스 라 로슈푸코 역
- 올리버 네겔 - 폰 블루멘트리트 역
- 해리 프란쯔 - 폰 슈베펜부르크 역
- 아글라이아 시스코비츠 - 루시 롬멜 역
- 토마스 디엠 - 폰 클루게 역
- 막시밀리안 폰 푸팬도르프 - 폰 템펠호프 역
- 한스 지슬러 - 폰 룬드스테트 역